# Volkold II. (Nidda)
Volkold II. von Nidda (* um 1070; † um 1130) war der erste Graf von Nidda aus dem Hause Malsburg.

## Leben

### Herkunft
Volkold II. war ein Sohn des Edelfreien Volkold I. von Malsburg, der um 1065 als Vogt über den im Gericht Bingenheim zusammengefassten Streubesitz der Reichsabtei Fulda in der nördlichen Wetterau – die sogenannte Fuldische Mark und die Besitzungen im Niddatal – eingesetzt worden war. Die Abtei konnte die Blutgerichtsbarkeit nicht selbst ausüben, benötigte gleichzeitig weltlichen Schutz für ihre Besitzungen und beauftragte daher Vögte mit diesen Aufgaben. Für diese Dienste erhielt der Vogt die Hälfte der dazugehörigen Ortschaften (ausgenommen die Burg Bingenheim) als fuldisches Lehen.

### Vogt bzw. Graf von Nidda
Volkold II. heiratete Luitgart von Nürings (* 1075) aus dem Hause der Nüringer (auf der Burg Nürings), den Herren von Königstein im Taunus. Luitgard war eine Tochter des Berthold von Nürings (* 1050; † 1112), Graf im Gau Wettereiba und Vogt der Klöster Lorsch und Ravengiersburg. Die Heirat brachte Volkold Allodbesitz im Raum Nidda ein, der zum Grundstock der Grafschaft Nidda wurde, und stärkte vermutlich auch seine Anwartschaft auf die Nachfolge seines Vaters als Vogt des Gerichts Bingenheim, die er im Jahre 1097 antrat.
Ungeklärt ist, ob Volkold II. oder bereits sein Vater der Erbauer der kreisrunden Wasserburg in Nidda war; möglicherweise vollendete der Sohn den vom Vater begonnenen Bau. Bekundet ist zumindest, dass der Gerichtsbezirk Bingenheim schon in dieser Zeit auch als „Grafschaft Nidda“ bezeichnet wurde. Volkold II. zog von der fuldischen Burg Bingenheim auf die Eigenburg in Nidda um und nannte sich spätestens ab 1104 „Graf von Nidda“.
Volkold war mehrfach in Streitigkeiten und Fehden verwickelt. Im Jahre 1097 beklagte sich Graf Erpo von Padberg über die Verwandten seiner Frau Beatrix von Nidda, die ihm nach deren kinderlosen Tod den Besitz von Boke streitig machten und ihn dadurch zur Verlegung des von ihr und ihm gestifteten Klosters Boke nach Flechtdorf zwangen. 1117 war Volkold an einer Fehde auf der Seite des Erzbischofs Adalbert I. von Mainz gegen Herzog Friedrich II. von Schwaben beteiligt, bei der er für einige Zeit in Gefangenschaft geriet. Nachdem er während einer anderen Fehde in mainzische Gefangenschaft geraten war, mussten er und sein Bruder Udalrich von Wartbach (Warthbeche), der die Burgen und Güter der Familie im Raum Zierenberg in Nordhessen von ihrem Bruder Bernhard und dessen Sohn Amelung geerbt hatte, 1124 ihre Burgen Malsburg und Schartenberg dem Mainzer Erzbischof Adalbert I. zu Lehen auftragen (wobei Volkold sich für seine Hälfte erst nach längerem Sträuben dazu bereitfand), erhielten sie aber von diesem als Lehen zurück. Volkold II. blieb jedoch in Nidda und überließ seinem Bruder die Verwaltung dieser Lehen, die nach Udalrichs kinderlosem Tod dann aber in Gänze an ihn fielen.

## Nachkommen
Volkolds Sohn Berthold I. (* um 1110, † 1162) folgte dem Vater als Graf von Nidda. Bertholds Brüder Thammo/Dammo (nur 1131 bekundet) und Gottfried (1131 und 1132 bekundet) waren bereits vor oder kurz nach dem Vater verstorben.